# Transformada integral
Una transformada integral es cualquier transformación {\displaystyle T} aplicada sobre una función {\displaystyle f(t)} de la forma siguiente:

{\displaystyle T(f(t))=\int _{t_{1}}^{t_{2}}K(u,t)\,f(t)\,dt=F(u)}

La entrada de esta función {\displaystyle T} es una función {\displaystyle f(t)}, y la salida otra función {\displaystyle F(u)}. Una transformada es un tipo especial de operador matemático. En ella {\displaystyle t_{1}} y {\displaystyle t_{2}} son dos valores que dependen de su definición, y pueden variar desde {\displaystyle -\infty \,}  hasta {\displaystyle +\infty \,}.
Hay numerosas transformadas integrales útiles. Cada una depende de la función {\displaystyle K}de dos variables escogida, llamada la función núcleo o kernel de la transformación. Algunos núcleos tienen una función {\displaystyle K} inversa asociada, {\displaystyle K^{-1}(u,t)} , que (más o menos) da una transformada inversa:

{\displaystyle f(t)=\int _{u_{1}}^{u_{2}}K^{-1}(u,t)\,F(u)\,du=T^{-1}(F(u)).}

Un núcleo simétrico es el que es inalterado cuando las dos variables son permutadas.

## Motivación
La motivación detrás de las transformaciones integrales es fácil de entender. Hay muchas clases de problemas que son difíciles de solucionar - o al menos algebraicamente poco gratos - en sus representaciones originales. Una transformada integral "mapea" una ecuación de su dominio original a otro dominio adecuado (por ejemplo,una función senoidal "en el dominio del tiempo" puede ser representada como un  fasor "en el dominio de la frecuencia"). La manipulación y la solución de la ecuación en el dominio objetivo son, cuando el método está bien escogido, mucho más fáciles que la manipulación y la solución en el dominio original. La solución entonces es re-mapeada al dominio original con la transformada inversa.
La transformada integral funciona porque está basada en el concepto de la "factorización espectral" sobre bases ortonormales. Lo que esto significa es que, con algunas excepciones a veces bastante artificiales, funciones arbitrariamente complicadas pueden ser representadas como las sumas de funciones mucho más simples.

## Historia
Precursoras de las transformadas son las series de Fourier, que expresan funciones en intervalos finitos. Más tarde fue desarrollada la transformada de Fourier para quitar la exigencia de los intervalos finitos.  
Usando la serie de Fourier, más o menos cualquier función práctica de tiempo (p. ej. el voltaje a través de los terminales de un dispositivo electrónico) puede ser representada como una suma de senos y cosenos, cada uno convenientemente escalado (multiplicado por un valor constante), desplazado (avance o retraso en el tiempo) o comprimido/expandido (incremento o decremento de frecuencia). Los senos y cosenos en la serie Fourier son un ejemplo de una base ortonormal.
La aplicación de las transformadas integrales para resolver problemas prácticos fue introducida por el ingeniero inglés Oliver Heaviside, quién no se preocupó de demostrar escrupulosamente sus descubrimientos matemáticos, los que fueron despreciados por la comunidad matemática hasta después de su muerte. Hoy su aportes matemáticos se consideran dentro de los más importantes del siglo XIX.

## Importancia de la ortogonalidad
Las bases de cada función tienen que ser ortogonales. Es decir el producto de dos funciones de la base distintas integrada sobre su dominio debe ser cero. Una transformada integral solamente cambia la representación de una función de una base ortogonal a otra. Cada punto en la representación de la función transformada en el dominio objetivo corresponde a la contribución de una función de base ortogonal dada a la expansión. El proceso de expandir una función de su representación "estándar" a una suma de funciones base ortonormales, adecuadamente escaladas, es llamado factorización espectral.
Esto es similar en el concepto a la descripción de un punto en el espacio en términos de tres componentes, a saber, sus coordenadas "x", "y" y "z". Cada eje tiene correlación sólo consigo mismo, y no se puede expresar con respecto a los otros ejes ortogonales. Ese punto puede ser representado también en otros sistemas ortogonales, como puede ser uno esférico o uno cilíndrico. Nótese la consistencia terminológica: la determinación de la cantidad por la cual una función de base individual ortonormal debe ser escalada en la factorización espectral de una función F, es llamada la proyección de F en aquella función de base.

## Ejemplo de uso
Como ejemplo de uso de las transformadas integrales, podemos considerar la Transformada de Laplace. Esta es una técnica que mapea ecuaciones diferenciales en el dominio del tiempo, a ecuaciones polinomiales en lo que es llamado el dominio de frecuencia compleja (La frecuencia compleja es similar a la frecuencia real física pero es más general. Expresamente, el componente imaginario ω de la frecuencia compleja s = -σ + iω  corresponde al concepto habitual de velocidad angular, que se relaciona con la frecuencia por la identidad ω = 2π f). Para su aplicación deben cumplirse ciertas condiciones en las funciones en que se aplicará, siendo la principal que estas deben cumplir con el principio de  linealidad. 
Al trabajar con muchas transformadas, entre ellas la de Laplace, se facilitan los cálculos al contar con tablas para las transformaciones más comunes y sus propiedades:

## Tabla de transformadas
| Transformada                                     | Símbolo                          | {\displaystyle K}                                          | t1                         | t2                        | {\displaystyle K^{-1}}                                                     | u1                             | u2                             |
| ------------------------------------------------ | -------------------------------- | ---------------------------------------------------------- | -------------------------- | ------------------------- | -------------------------------------------------------------------------- | ------------------------------ | ------------------------------ |
| Transformada de Fourier                          | {\displaystyle {\mathcal {F}}}   | {\displaystyle {\frac {e^{-iut}}{\sqrt {2\pi }}}}          | {\displaystyle -\infty \,} | {\displaystyle \infty \,} | {\displaystyle {\frac {e^{+iut}}{\sqrt {2\pi }}}}                          | {\displaystyle -\infty \,}     | {\displaystyle \infty \,}      |
| Transformada de Hartley                          | {\displaystyle {\mathcal {H}}}   | {\displaystyle {\frac {\cos(ut)+\sin(ut)}{\sqrt {2\pi }}}} | {\displaystyle -\infty \,} | {\displaystyle \infty \,} | {\displaystyle {\frac {\cos(ut)+\sin(ut)}{\sqrt {2\pi }}}}                 | {\displaystyle -\infty \,}     | {\displaystyle \infty \,}      |
| Transformada de Mellin                           | {\displaystyle {\mathcal {M}}}   | {\displaystyle t^{u-1}\,}                                  | {\displaystyle 0\,}        | {\displaystyle \infty \,} | {\displaystyle {\frac {t^{-u}}{2\pi i}}\,}                                 | {\displaystyle c\!-\!i\infty } | {\displaystyle c\!+\!i\infty } |
| Transformada de Laplace bilateral                | {\displaystyle {\mathcal {B}}}   | {\displaystyle e^{-ut}\,}                                  | {\displaystyle -\infty \,} | {\displaystyle \infty \,} | {\displaystyle {\frac {e^{+ut}}{2\pi i}}}                                  | {\displaystyle c\!-\!i\infty } | {\displaystyle c\!+\!i\infty } |
| Transformada de Laplace                          | {\displaystyle {\mathcal {L}}}   | {\displaystyle e^{-ut}\,}                                  | {\displaystyle 0\,}        | {\displaystyle \infty \,} | {\displaystyle {\frac {e^{+ut}}{2\pi i}}}                                  | {\displaystyle c\!-\!i\infty } | {\displaystyle c\!+\!i\infty } |
| Transformada de Hankel                           |                                  | {\displaystyle t\,J_{\nu }(ut)}                            | {\displaystyle 0\,}        | {\displaystyle \infty \,} | {\displaystyle u\,J_{\nu }(ut)}                                            | {\displaystyle 0\,}            | {\displaystyle \infty \,}      |
| Transformada de Abel                             |                                  | {\displaystyle {\frac {2t}{\sqrt {t^{2}-u^{2}}}}}          | {\displaystyle u\,}        | {\displaystyle \infty \,} | {\displaystyle {\frac {-1}{\pi {\sqrt {u^{2}\!-\!t^{2}}}}}{\frac {d}{du}}} | {\displaystyle t\,}            | {\displaystyle \infty \,}      |
| Transformada de Lorentz (coeficiente de lorentz) |                                  | {\displaystyle {\frac {2t}{\sqrt {t^{2}-u^{2}}}}}          | {\displaystyle u\,}        | {\displaystyle \infty \,} | {\displaystyle {\frac {-1}{\pi {\sqrt {u^{2}\!-\!t^{2}}}}}{\frac {d}{du}}} | {\displaystyle t\,}            | {\displaystyle \infty \,}      |
| Transformada de Hilbert                          | {\displaystyle {\mathcal {H}}il} | {\displaystyle {\frac {1}{\pi }}{\frac {1}{u-t}}}          | {\displaystyle -\infty \,} | {\displaystyle \infty \,} | {\displaystyle {\frac {1}{\pi }}{\frac {1}{u-t}}}                          | {\displaystyle -\infty \,}     | {\displaystyle \infty \,}      |
En los límites de integración para la transformada inversa, c es un constante que depende de la naturaleza de la función transformada. Por ejemplo, para la transformaciones de Laplace simple y bilateral, c debe ser mayor que la parte real más grande de los ceros de la función transformada.